# Ekonofyzika
Ekonofyzika je interdisciplinární obor, který propojuje problémy ekonomie a ekonometrie s metodami vyvinutými v oblasti fyziky, zejména statistické fyziky. Cílem je popis složitých dynamických procesů v ekonomice pomocí matematických modelů. Úspěchy tento obor dosáhl zejména v oblasti analýzy finančních trhů, například tým, jehož vedoucím je Francouz Didier Sornette, dokázal zlepšit předpovídání finančních bublin a krachů.